# Треллеборг (комуна)
Комуна Треллеборг (швед. Trelleborgs kommun) — адміністративно-територіальна одиниця місцевого самоврядування, що розташована в лені Сконе у південній Швеції.
Треллеборг 229-а за величиною території комуна Швеції. Адміністративний центр комуни — місто Треллеборг.

## Населення
Населення становить 42 548 чоловік (станом на вересень 2012 року). 
| Кількість населення комуни Треллеборг за 1970-2010 роки | Кількість населення комуни Треллеборг за 1970-2010 роки | Кількість населення комуни Треллеборг за 1970-2010 роки | Кількість населення комуни Треллеборг за 1970-2010 роки | Кількість населення комуни Треллеборг за 1970-2010 роки |
| ------------------------------------------------------- | ------------------------------------------------------- | ------------------------------------------------------- | ------------------------------------------------------- | ------------------------------------------------------- |
| Рік                                                     |                                                         |                                                         | Населення                                               |                                                         |
| 1970                                                    | 1970                                                    |                                                         | 36 044                                                  | 36 044                                                  |
| 1975                                                    | 1975                                                    |                                                         | 34 748                                                  | 34 748                                                  |
| 1980                                                    | 1980                                                    |                                                         | 34 445                                                  | 34 445                                                  |
| 1985                                                    | 1985                                                    |                                                         | 34 134                                                  | 34 134                                                  |
| 1990                                                    | 1990                                                    |                                                         | 35 997                                                  | 35 997                                                  |
| 1995                                                    | 1995                                                    |                                                         | 37 779                                                  | 37 779                                                  |
| 2000                                                    | 2000                                                    |                                                         | 38 429                                                  | 38 429                                                  |
| 2005                                                    | 2005                                                    |                                                         | 39 830                                                  | 39 830                                                  |
| 2010                                                    | 2010                                                    |                                                         | 42 219                                                  | 42 219                                                  |
| Джерело: SCB                                            |                                                         |                                                         |                                                         |                                                         |

## Населені пункти
Комуні підпорядковано 9 міських поселень (tätort) та низка сільських, більші з яких:
- Треллеборг (Trelleborg)
- Андерслев (Anderslöv)
- Смиґегамн (Smygehamn)
- Шеґріє (Skegrie)
- Беддінґестранд (Beddingestrand)
- Курланд (Kurland)
- Клаґсторп (Klagstorp)
- Альстад (Alstad)
- Вестра-Томмарп (Västra Tommarp)

## Галерея

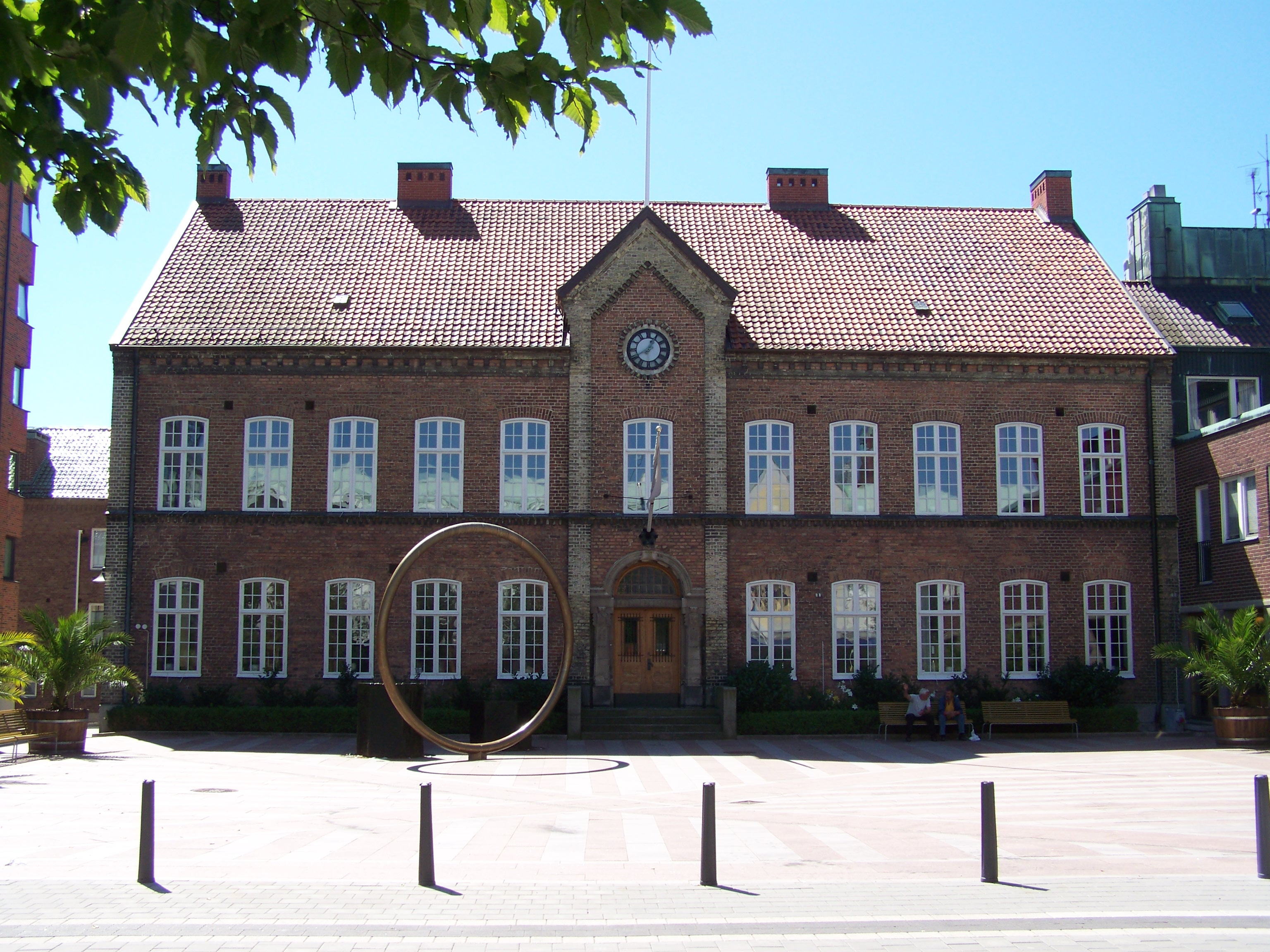
Ратуша (Треллеборг)
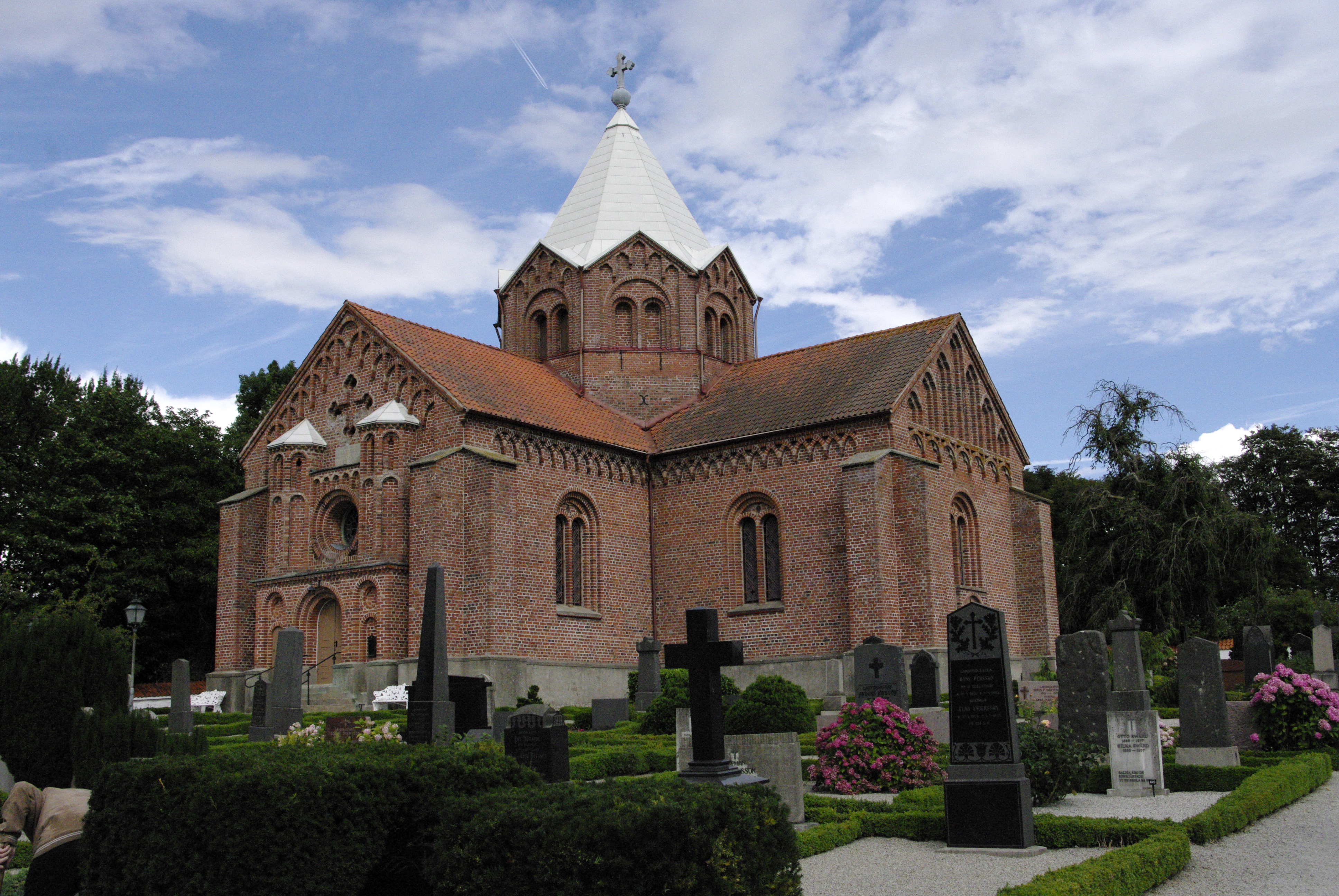
Церква (Тулльсторп)
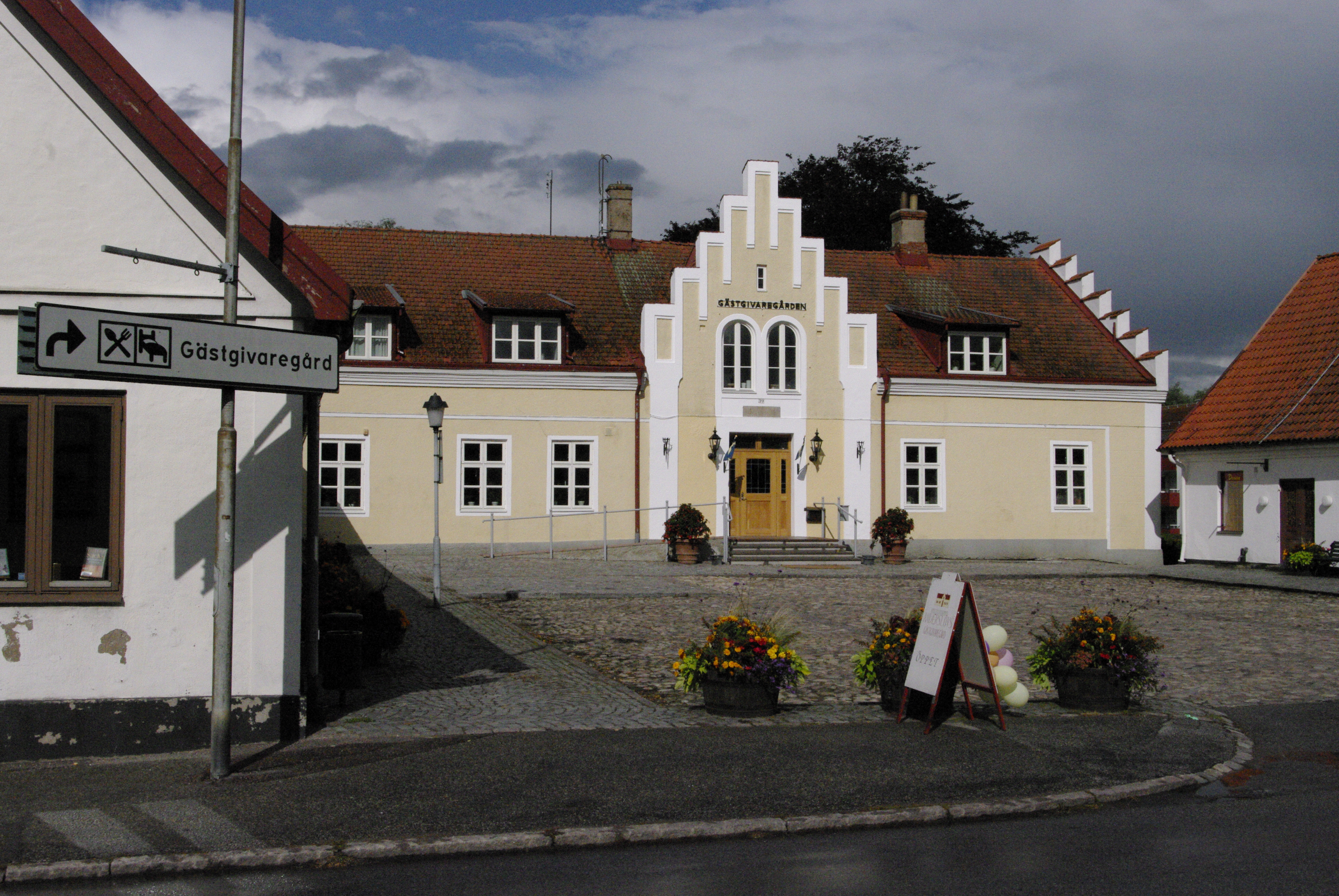
Місто Андерслев
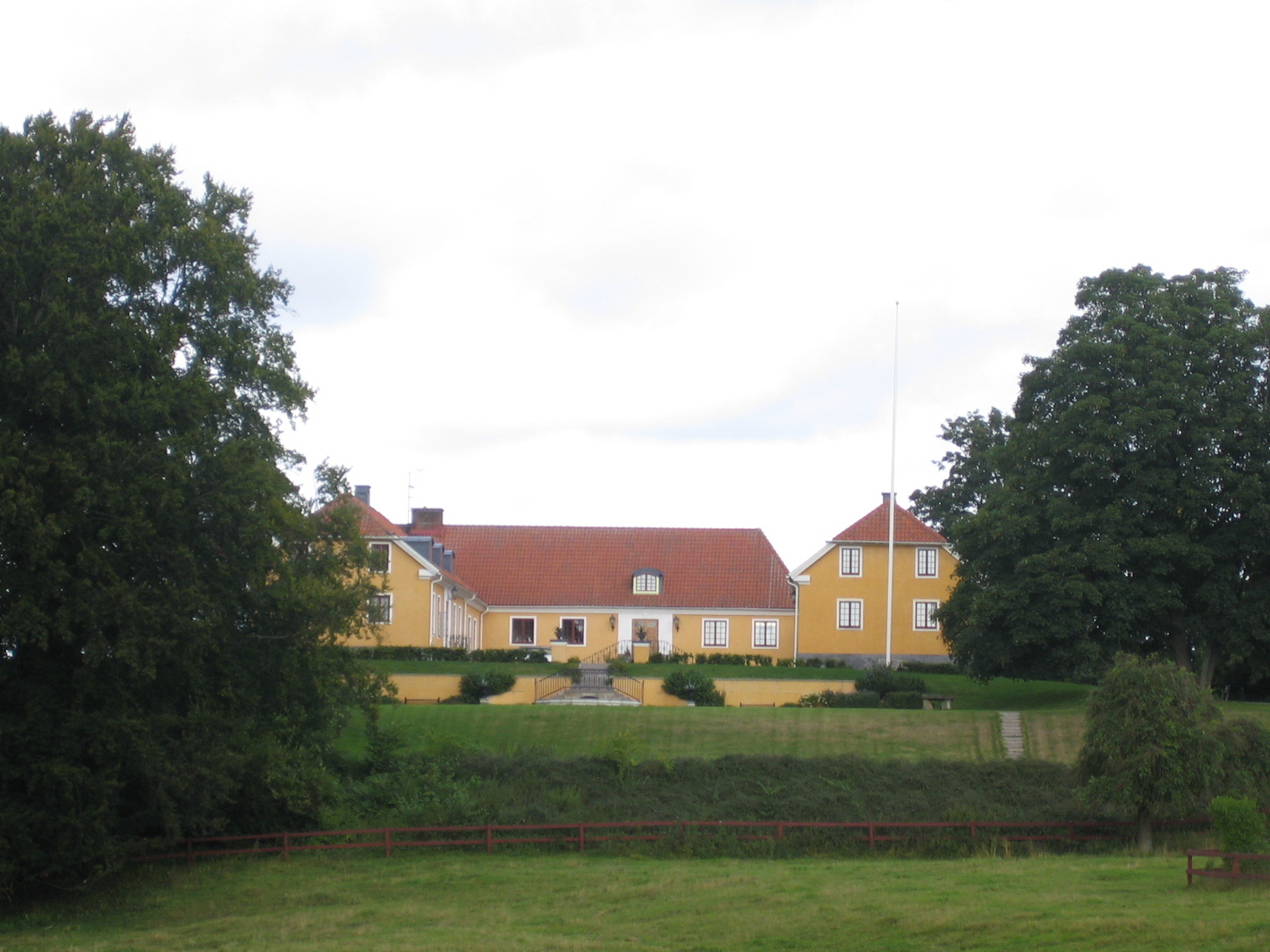
Замок Несбюгольм

## Виноски
1. ↑  Folkmangd i riket, lan och kommuner (шв.) . Центральне бюро статистики Швеції. Архів оригіналу за 20 серпня 2013. Процитовано 21 лютого 2013.